# 阿洛伊斯·胡德茨
阿洛伊斯·胡德茨（捷克語：Alois Hudec，1908年7月12日—1997年1月23日），捷克斯洛伐克男子竞技体操运动员。他曾代表捷克斯洛伐克获得1936年夏季奥运会体操比赛男子吊环金牌。他于1997年在布拉格去世。